# Michael Bailey Smith

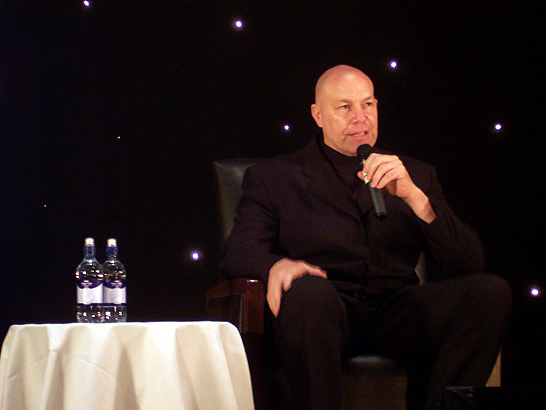
Michael Bailey Smith (2006)

Michael Bailey Smith (* 2. November 1957 in Alpena, Michigan) ist ein US-amerikanischer Schauspieler.

## Leben
Michael Bailey Smith ist das älteste von sechs Kindern. Er hat vier Schwestern und einen Bruder. Sie wuchsen als Air Force Kinder auf und reisten auf der ganzen Welt umher und landeten schließlich in Teheran im Iran. Dort hat Michael Bailey Smith seine High-School-Zeit an der Tehran American School verbracht. Nach der High School trat er einen Job bei Westinghouse an, wo er Abwehr-Radarsysteme für die iranische Air Force herstellte. Nachdem er neun Monate dort gearbeitet hatte, trat er der 82sten Luftlandeeinheit der Army bei. Dort blieb er 3 Jahre. Nach der Army ging er an die Eastern Michigan Universität und machte seinen Abschluss in Informatik, spezialisiert auf Computer Aided Design (CAD). 2002 stand er als Vampir im Kurzfilm Blood Shot vor der Kamera, die gleiche Rolle übernahm er in der gleichnamigen Spielfilmfassung basierend auf dem Kurzfilm.
Smith wurde für die Rolle des ‘Super Freddy’ im 5. Teil der Nightmare-Reihe gecastet und ist seitdem als Schauspieler tätig.

## Filmografie (Auswahl)
Filme
- 1989: Nightmare on Elm Street 5 – Das Trauma (A Nightmare on Elm Street 5: The Dream Child)
- 1994: Cyborg 3 (Cyborg 3: The Recycler)
- 1995: Best of the Best 3 – No Turning Back
- 1997: Whatever It Takes
- 1997: Der Onkel vom Mars (My Favorite Martian)
- 1998: Kreuzfahrtschiff auf Todeskurs (Final Voyage)
- 2000: Destination: Impact (Submerged)
- 2000: Black Mask 2
- 2001: Undisputed – Sieg ohne Ruhm (Undisputed)
- 2001: Men in Black II
- 2002: Meister der Verwandlung (The Master of Disguise)
- 2003: In Hell – Rage Unleashed (In Hell)
- 2003: Monster Man – Die Hölle auf Rädern (Monster Man)
- 2005: The Unknown
- 2006: The Hills Have Eyes – Hügel der blutigen Augen (The Hills Have Eyes)
- 2007: The Hills Have Eyes 2
- 2010: Chain Letter
- 2011: Blood Shot
- 2025: The Fantastic Four: First Steps

Fernsehserien
- 1996: Alle unter einem Dach (Family Matters)
- 1999: Akte X – Die unheimlichen Fälle des FBI (The X-Files)
- 1999: Martial Law – Der Karate-Cop (Martial Law)
- 2000: Buffy – Im Bann der Dämonen (Buffy)
- 2000–2002: Charmed – Zauberhafte Hexen (Charmed)
- 2002: Keine Gnade für Dad (Grounded for Life)
- 2002: Lady Cops – Knallhart weiblich (The Devision)
- 2005: O.C., California (The O.C.)
- 2005: Desperate Housewives
- 2006–2007: My Name Is Earl
- 2011: Pair of Kings – Die Königsbrüder (Pair of Kings)